# Сельское поселение «Село Коллонтай»
Сельское поселение «Село Коллонтай» — муниципальное образование в составе Малоярославецкого района Калужской области России.
Центр — село Коллонтай.

## Население
| 2010 | 2012 | 2013 | 2014  | 2015 | 2016 | 2017 |
| ---- | ---- | ---- | ----- | ---- | ---- | ---- |
| 677  | ↘639 | ↘620 | ↘568  | ↘544 | ↗554 | ↗591 |
| 2018 | 2019 | 2020 | 2021  |      |      |      |
| ↘586 | ↗638 | ↗678 | ↗1334 |      |      |      |

## Состав
В поселение входят 9 населённых мест:
- село Коллонтай
- деревня Анисимово
- деревня Веткино
- деревня Карпово
- деревня Меличкино
- деревня Потресово
- деревня Ратманово
- деревня Скрипорово
- деревня Шемякино